# 新九站站
新九站站是位于吉林省吉林市昌邑区九站街道的一个铁路车站，有长图铁路和九江铁路经过该站，距离长春站111.370公里。车站建于1971年，目前隶属沈阳铁路局吉林车务段，主要负责列车到发、通过、专用线取送作业，是二等站。

## 车站结构
新九站站设有正线2条、到发线4条、站线4条。站场接轨7条专用线。
长图铁路正线和九江铁路从南咽喉分出，和吉林铁路枢纽西环铁路九棋联络线形成三角形疏解区。长图铁路和九棋联络线在西南侧的九站站址处汇合，原九站站设备于2022年起纳入新九站控制；九江铁路和九棋联络线在车站东南侧的新九站站Ⅲ场汇合。